# سباستیان فابیانسکی
سباستیان فابیانسکی (لهستانی: Sebastian Fabijański؛ زادهٔ ۱۴ ژوئن ۱۹۸۷) بازیگر اهل لهستان است. وی از سال ۲۰۰۹ میلادی تاکنون مشغول فعالیت بوده‌است.
از فیلم‌ها یا برنامه‌های تلویزیونی که وی در آن نقش داشته‌است، می‌توان به سرپیشخدمت، پیمان ورشو، آب‌شدگی، بوتاکس،دستورالعمل زندگی، فرابنفش، مأموریت افغانستان، قرارداد، ورشو ۴۴، فرشته نیرومند و بلفر اشاره کرد.